# Stary Sącz
Stary Sącz este un oraș în Polonia.